# 虚除権渠
虚除 権渠（きょじょ けんきょ、生没年不詳）は、中国の五胡十六国時代に活動した反乱勢力の首領。上郡出身の夷人。句渠知の乱に乗じて自立し、秦王を自称した。

## 生涯
虚除権渠は上郡に割拠する夷人の酋長であった。
大興3年（320年）、巴賨族の酋長である句渠知が挙兵すると、周辺の巴賨族・氐族・羌族・羯族30万人以上が決起した。虚除権渠もこれに呼応した。関中は大混乱に陥り、昼間でも城門が閉ざされるようになった。劉曜は游子遠に鎮圧を命じ、游子遠は陰密に進攻すると、瞬く間に句渠知を撃破して乱を平定した。
游子遠が軍を転進させて隴右に入ると、虚除権渠は氐族・羌族十万家余りを纏め上げて游子遠に対抗し、険阻な地に拠り秦王を名乗った。游子遠が虚除権渠の砦に接近すると、虚除権渠は迎撃に出たが、5度戦っていずれも敗れた。虚除権渠は大いに恐れ、投降しようとしたが、子の虚除伊余は諸将へ「かつて劉曜が親征してきた時も、我らには何ら問題にはならなかった。游子遠如きにどうして降伏などする必要があるのか」と述べ、精鋭5万を率いて出撃した。早朝には虚除伊余の軍勢は游子遠の砦門に到達した。游子遠は戦わずに守りを固めた。
敵軍の弱気な姿勢を見た虚除伊余は、次第に驕りが見えるようになった。これを見た游子遠は虚除伊余の陣営に夜襲を掛けた。虚除伊余の兵は大いに乱れ、夜明けには大勢が決した。游子遠は虚除伊余を生け捕りにし、その将兵をことごとく捕虜とした。虚除権渠は恐れて、髪を振り乱し顔に傷をつけて游子遠に投降した。
西戎の中では、虚除権渠の部族が最も強勢であり、みな虚除権渠の後ろ盾を得て、前趙へ反抗していた。そのため、虚除権渠が降伏すると、全ての西戎が前趙に服属し、大乱は平定された。
その後、虚除権渠は游子遠の上表により征西将軍に任じられ、西戎公に封じられた。また、虚除伊余とその兄弟、部落20万人余りと共に長安に移された。この後の虚除権渠の動向は不明である。